# Генрик Янішевський
Генрик Янішевський (пол. Henryk Janiszewski, нар. 20 лютого 1949, Катовиці) — польський хокеїст, що грав на позиції захисника. Грав за збірну команду Польщі. Згодом — хокейний тренер.

## Ігрова кар'єра
Професійну хокейну кар'єру розпочав 1969 року.
Усю професійну клубну ігрову кар'єру, що тривала 19 років, провів, захищаючи кольори команди «Напшуд Янув».
У складі національної збірної Польщі провів 100 матчів закинув 8 шайб, учасник 6-и чемпіонатів світу. Брав участь у зимовій Олімпіаді 1980 року. У збірній його партнерами були Генрик Грут та Анджей Словакевич.

## Сім'я
Одружений. Дружина — Казімера Міка, син Анджей також був хокеїстом, виступав за «Напшуд Янув» (1992—1998).